# Nine Peaks (manga)
 (juin 2024).
Nine Peaks (ナインピークス, Nainpīkusu), stylisé NINE PEAKS, est un shōnen manga de Tetsuhiro Hirakawa, prépublié dans le magazine Weekly Shōnen Champion depuis juin 2022 et transféré dans le magazine en ligne Manga Cross en février 2024. La série est publiée par l'éditeur Akita Shoten en volumes reliés. La version française est éditée par Ki-oon.

## Manga
NINE PEAKS, scénarisé et dessiné par Tetsuhiro Hirakawa, est prépublié dans le magazine Weekly Shōnen Champion de l'éditeur Akita Shoten à partir du numéro 27 le 2 juin 2022 et transféré dans le magazine en ligne Manga Cross à partir du numéro 8 le 7 février 2024.
La version française est publiée par Ki-oon avec un premier volume sorti le 6 juin 2024.

### Liste des volumes
| no | Japonais         | Japonais          | Français       | Français          |
| no | Date de sortie   | ISBN              | Date de sortie | ISBN              |
| -- | ---------------- | ----------------- | -------------- | ----------------- |
| 1  | 6 octobre 2022   | 978-4-253-28226-0 | 6 juin 2024    | 979-10-327-1835-3 |
| 2  | 8 décembre 2022  | 978-4-253-28227-7 |                |                   |
| 3  | 8 février 2023   | 978-4-253-28228-4 |                |                   |
| 4  | 8 mai 2023       | 978-4-253-28229-1 |                |                   |
| 5  | 6 juillet 2023   | 978-4-253-28230-7 |                |                   |
| 6  | 7 septembre 2023 | 978-4-253-28231-4 |                |                   |
| 7  | 8 novembre 2023  | 978-4-253-28232-1 |                |                   |
| 8  | 7 février 2024   | 978-4-253-28233-8 |                |                   |
| 9  | 8 avril 2024     | 978-4-253-28234-5 |                |                   |
| 10 | 8 juillet 2024   | 978-4-253-28235-2 |                |                   |

## Adaptation
En mai 2024, ki-oon lance un jeu vidéo Nine Peaks de type beat them up jouable en ligne. On y incarne Gaku, le héros du manga, à travers plusieurs niveaux où il faut vaincre d'autres voyous jusqu'à un boss final.